# カール・テオドール・フォン・ダールベルク
カール・テオドール・アントン・マリア・フォン・ダールベルク（Karl Theodor Anton Maria von Dalberg, 1744年2月8日 - 1817年2月10日）は、マインツ大司教選帝侯（在位：1802年 - 1803年）、レーゲンスブルク大司教（在位：1803年 - 1817年）および神聖ローマ帝国宰相（在位：1802年 - 1806年）。後にはライン同盟首座大司教侯（Fürstprimas）、フランクフルト大公（在位：1810年 - 1813年）。

## 人物
彼はヴォルムスの統治者にしてマインツ選帝侯の主任顧問の1人、フランツ・ハインリヒ・フォン・ダールベルク男爵の息子として、ヴォルムスのヘルンスハイムで生まれた。カールは教会法の研究に専心するため、教会に入った。そして1772年にエアフルト総督に任ぜられ、その卓越した統治により、さらなる昇進を得た。1787年、彼はマインツおよびヴォルムスの補佐司教に、そして1788年にはコンスタンツ補佐司教に選ばれた。1802年、彼はマインツ選帝大司教および帝国宰相となった。
行政官としてのダールベルクは、教会問題においても（この中で彼は、ドイツ国民教会のフェブロニアン主義（Febronianism）的見方に傾斜した）、あるいはまた、減退した帝国の機構を活性化し、効果的なドイツ中央政府機構とする努力においても、その愛国的態度で有名であった。この失敗から、彼はナポレオンという新星に目を向けるようになり、彼こそは真に偉大な人物、世界の破滅を制御する強力な守護神、ドイツを崩壊から救う唯一の力であると信じた。
リュネヴィルの和約に従い、彼はヴォルムスとコンツタンツを放棄したが、アシャッフェンブルク公領を保持し、レーゲンスブルクとヴェッツラーを受領した。1806年の帝国の消滅に際して、彼は皇帝フランツへの手紙で、宰相の職を正式に辞任し、そしてナポレオンによりライン同盟の首座大司教侯に任命された。シェーンブルンの和約後の1810年、彼のためにフランクフルト大公国が創設され、レーゲンスブルクのバイエルン王国への割譲にもかかわらず、その領地は大幅に増大した。
1813年、彼はレーゲンスブルク大司教を除きその全ての職を辞し、ナポレオンの継子ウジェーヌ・ド・ボアルネに譲り渡した。
ダールベルクは同盟諸侯として貢献したが、一聖職者としては、ナポレオンが家族・親類を王公として各地に配すことを許さず、そのことが特にナポレオンを憤慨させた。彼の出世はそれゆえ、ナポレオンの家族等によって阻まれることとなった。
1817年、彼はレーゲンスブルク大司教として死去した。
彼は行政官としては軟弱で近視眼的であるが、一人の人間として、高位聖職者としてのダールベルクは気だての優しく、誠実で、寛大な人物であった。彼自身は学者・著作家であり、彼は学問の著名な後援者であり、ゲーテやシラー、ヴィーラントの友人であった。